# Stina Gardell
Stina Karolina Gardell (ur. 28 marca 1990 w Sztokholmie) – szwedzka pływaczka, specjalizująca się w stylu zmiennym i dowolnym.
Wystartowała na igrzyskach olimpijskich w Londynie (2012) na 200 (20. miejsce) i 400 m stylem zmiennym (14. miejsce).